# Birger jarls torn
Birger jarls torn är ett torn vid Norra Riddarholmshamnen i Stockholm. Enligt en myt som spreds på 1700-talet skulle tornet ha byggts under Birger jarls tid på 1200-talet och därmed vara Stockholms äldsta byggnad. En undersökning av teglet som genomfördes 1917 visade dock att tornet sannolikt är byggt av murtegel från det 1527 rivna Sankta Klara kloster och därmed betydligt yngre.
| Vänster: Birger jarls torn med nerknackad puts vid en ombyggnad vintern 1953-54.Höger: Birger jarls torn i kvällssol, december 2011.  |  | Vänster: Birger jarls torn med nerknackad puts vid en ombyggnad vintern 1953-54.Höger: Birger jarls torn i kvällssol, december 2011. |
| Vänster: Birger jarls torn med nerknackad puts vid en ombyggnad vintern 1953-54. Höger: Birger jarls torn i kvällssol, december 2011. |  | |

## Historik
Byggnaden är ett försvarstorn i Gustav Vasas befästningsverk från omkring 1530. Tillsammans med Wrangelska palatsets södra torn är Birger Jarls torn den enda synliga resten i stadsbilden av de omfattande medeltida försvarsanordningarna och Stockholms stadsmurar.
Birger jarls torn är 12,9 meter i diameter och på sidan mot Mälaren 14,4 meter högt till taklisten. Det har fyra våningar med bjälklag. Från början hade tornet tinnar (krenelering) som bekräftas av Vädersolstavlan och syns även på Frans Hogenbergs Stockholmsvyer i Civitates orbis terrarum. Kreneleringen försvann under en ombyggnad på Johan III:s tid, och ersattes då med ett toppigt tak. På 1750-talet om- och tillbyggdes tornet ytterligare, och fick då sitt nuvarande utseende tak. 1953 renoverades och restaurerades tornet invändigt. Det ommålades 1995 och renoverades 2006 av Statens Fastighetsverk. Idag används det, liksom Överkommissariens hus, av Justitiekanslern.
Trots namnet är tornet inte relaterat till Birger jarl, som levde på 1200-talet eller omkring 300 år innan tornet byggdes. Det nuvarande namnet och myten att tornet skulle vara Stockholms äldsta byggnad uppstod under 1700-talet. Birger jarls torn är byggd av ett ovanligt tegelformat, samma slags tegel användes i Sankta Klara kloster, som revs 1527. Det har även visat sig att teglet till tornet varit använd förut och att murbruksrester funnits som inte härrör från tornbygget.  Birger jarls torn bör alltså ha uppförts av tegel från Klara kloster under en tvåårsperiod, som började hösten 1527. Den myt som spreds på 1700-talet att Birger jarls torn byggdes under Birger jarls tid på 1200-talet, och att den därmed var Stockholms äldsta byggnad, kunde därför avlivas.

### Historiska avbildningar
De båda försvarstornen på Riddarholmen visas på Frans Hogenbergs Stockholmsvyerna i Civitates orbis terrarum från 1570-talet. På Riddarholmens norra udde syns ett av de båda försvarstornen, med vingmurar åt nordost och söder. Vingmuren åt nordost utgör idag en del av södra ytterväggen till Överkommissariens hus. Bakom kullen skymtar det södra tornet. Mellan tornen längs stranden ligger en rad trähus. Det lilla skäret är nuvarande Strömsborg. Husen i förgrunden tillhör Norrmalm. På 1500-talet stod försvarstornen intill Riddarfjärdens vatten, genom landhöjningen står de numera en bit upp på land.

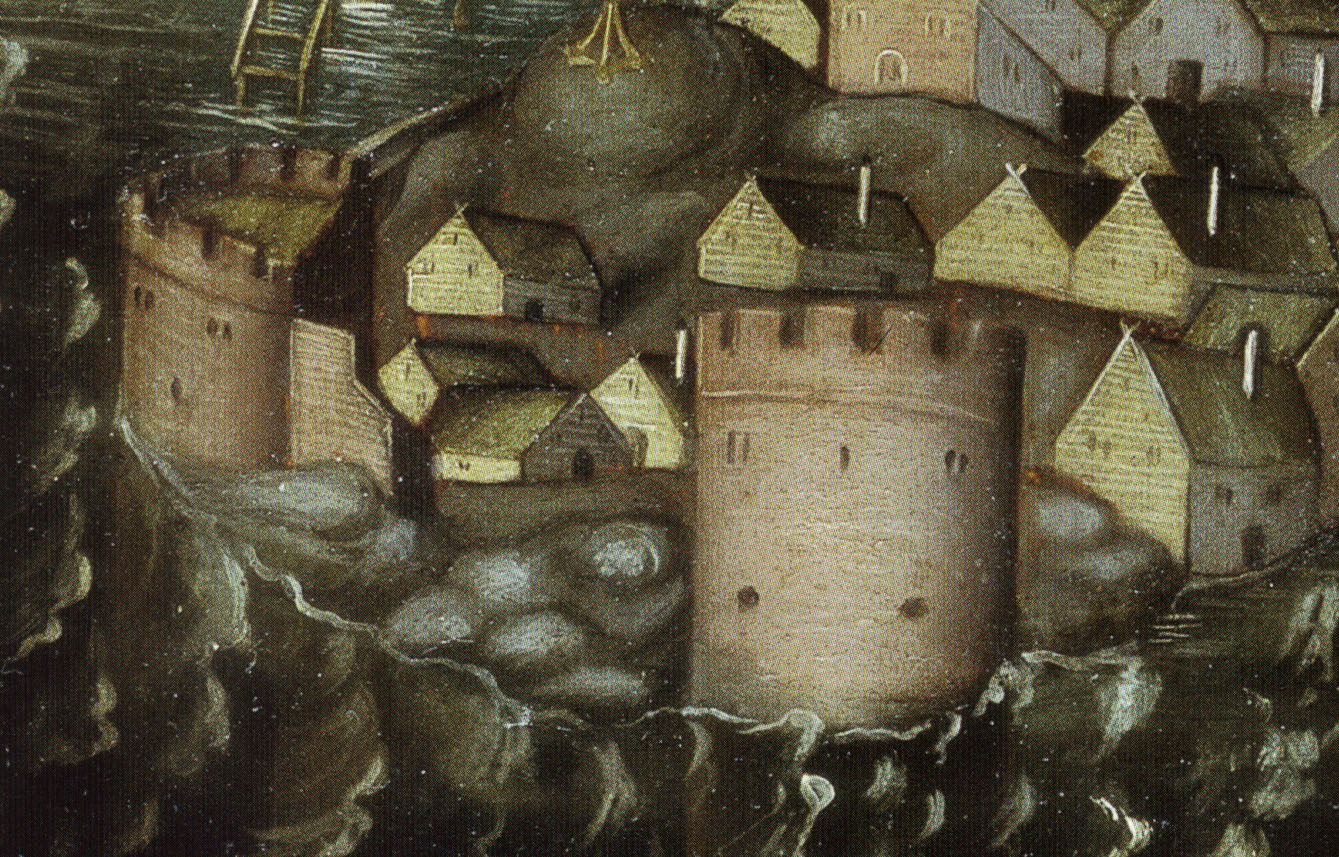
Birger jarls torn till vänster 1535 enligt Vädersolstavlan.
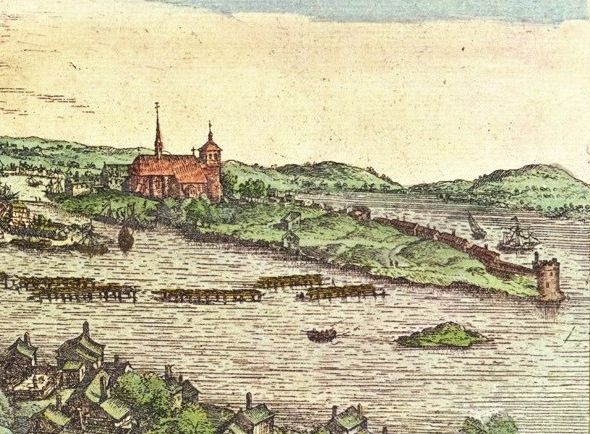
Birger jarls torn (längst ut till höger) på 1570-talet enligt Frans Hogenbergs illustration.

## Detaljbilder

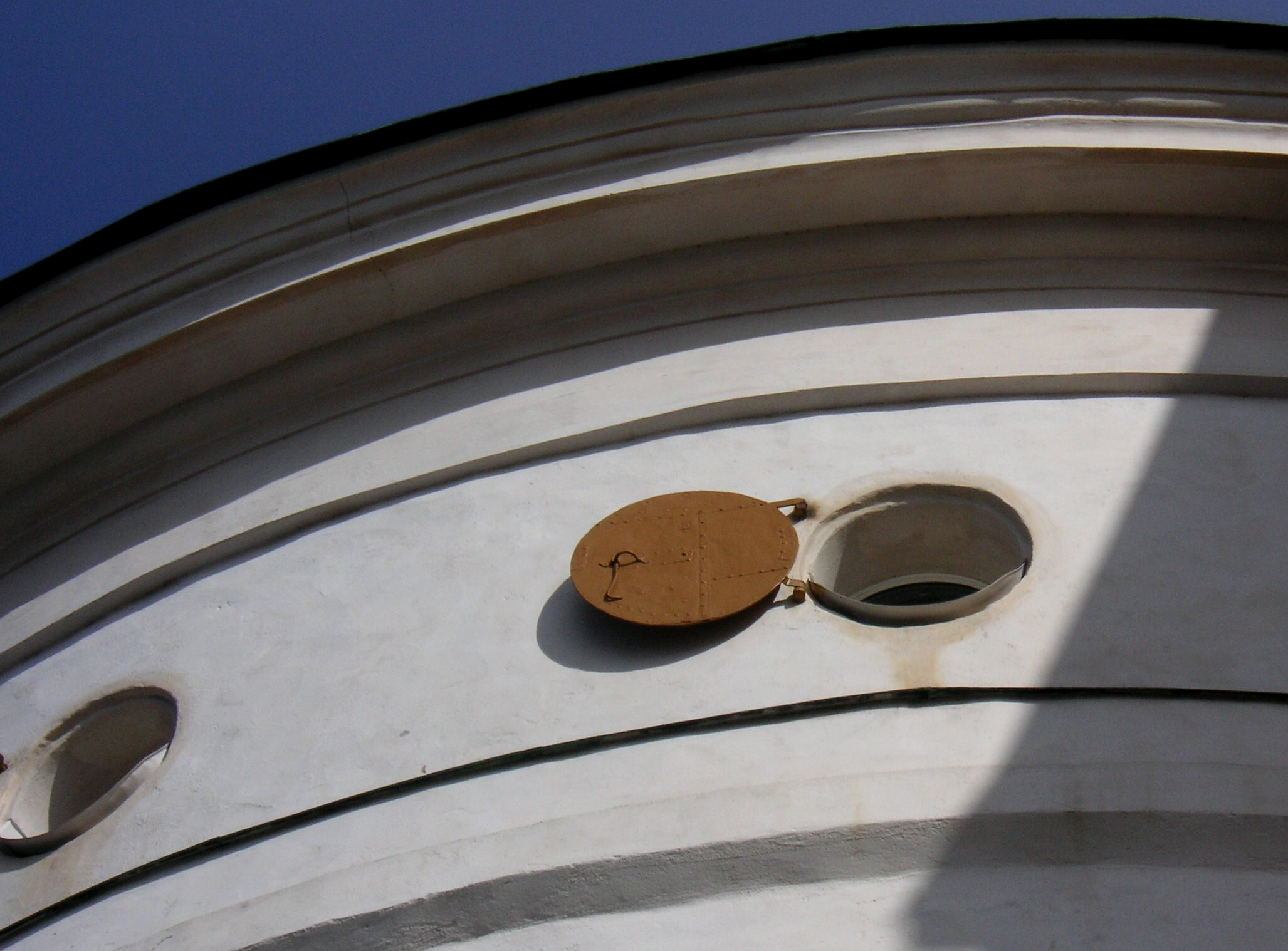
Tornets övre del är påbyggd på 1750-talet. Innan dess hade tornet ett lägre toppigt tak.
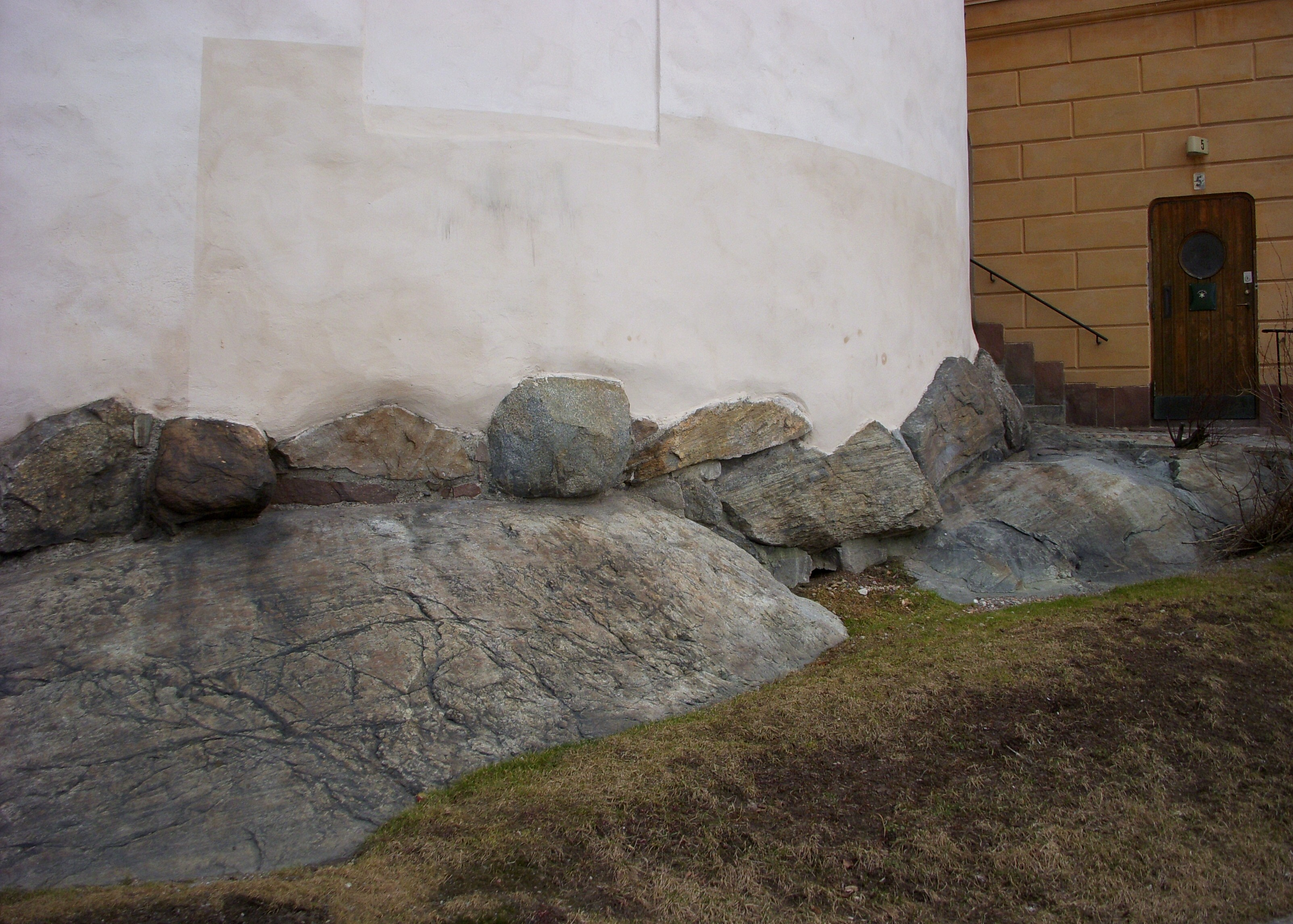
Tornets sockel stod på 1500-talet i  Riddarfjärdens vatten.
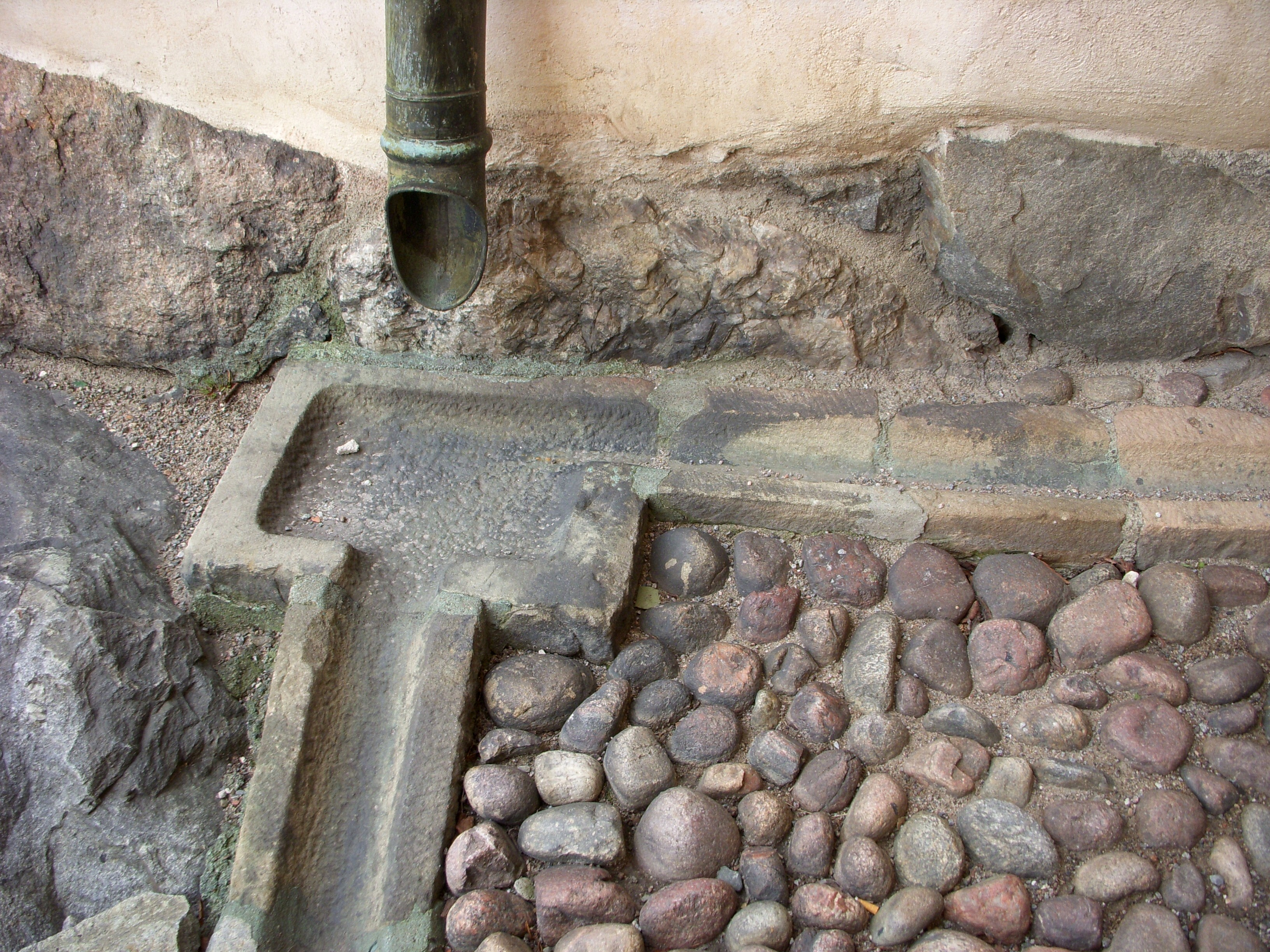
Tornets sockel med gjutjärnsstuprör och rännsten.